# Gliese 898
Gliese 898 è una stella relativamente vicina alla Terra, che si trova ad una distanza di circa 45 anni luce dal sistema solare nella costellazione dell'Aquario. 

## Osservazione
Pur non trattandosi di una stella debolissima, non è sufficientemente luminosa per essere visibile ad occhio nudo dalla superficie della Terra. La sua magnitudine apparente è 8,38, mentre la magnitudine assoluta è 7,68.

## Caratteristiche fisiche
La stella è una nana arancione di tipo spettrale K6V di sequenza principale, più piccola e debole del Sole, con una luminosità pari al 12% di quella della nostra stella ed un raggio del 68% di quello solare. Pare avere un moto comune nello spazio con Gliese 987 AB, un'ancor più debole e fredda nana rossa di classe M, con temperatura superficiale di 3800 K, una luminosità che è la metà di quella della compagna, una massa del 54% e un raggio del 46% di quelli del Sole
La separazione tra le due stelle è di oltre 5000 UA Nella letteratura scientifica la secondaria viene spesso citata come BC, perché pare avere un debole compagno, forse di natura substellare, una nana bruna o un pianeta supermassiccio